# 18 novembre
Il 18 novembre è il 322º giorno del calendario gregoriano (il 323º negli anni bisestili). Mancano 43 giorni alla fine dell'anno.

## Eventi
- 1302 – Papa Bonifacio VIII emana la bolla papale "Unam Sanctam Ecclesiam", che gli storici considerano una delle più estreme dichiarazioni della superiorità spirituale del papa
- 1307 – Secondo la leggenda, Guglielmo Tell colpisce con una freccia la mela tenuta sul capo da suo figlio
- 1421 – La diga di Zuider Zee cede, inondando 72 villaggi e uccidendo circa 10.000 persone nei Paesi Bassi.
- 1432 – Battaglia di Delebio: prima delle due giornate di combattimento in Valtellina tra gli eserciti di Filippo Maria Visconti e della Repubblica di Venezia
- 1477 – William Caxton produce "Dictes or Sayengis of the Philosophers", il primo libro inglese stampato con una pressa
- 1626 – Viene consacrata la Basilica di San Pietro in Vaticano
- 1659 – Viene rappresentata a Parigi la prima commedia di successo di Molière Le preziose ridicole
- 1787 – Nasce la Scuola militare Nunziatella di Napoli ad opera di Ferdinando IV di Borbone
- 1832 – Antonio Rosmini comincia a scrivere l'opera Delle cinque piaghe della Santa Chiesa , la cui pubblicazione gli costerà l'inizio di un lungo periodo di condanna
- 1883 – Le ferrovie statunitensi e canadesi istituiscono cinque fusi orari continentali standard, mettendo fine alla confusione causata da migliaia di ore locali
- 1889 - Proclamazione della Prima Repubblica brasiliana
- 1903 – Il Trattato di Hay-Bunau-Varilla viene firmato dagli Stati Uniti e da Panama, dando agli statunitensi i diritti esclusivi sulla Zona del Canale di Panama
- 1905 – Il principe Carlo di Danimarca diventa re Haakon VII di Norvegia
- 1907 – Papa Pio X pubblica la lettera enciclica "Praestantia Scripturae Sacrae" sulla scomunica per coloro che contravvengono a quanto stabilito con il decreto "Lamentabili sane exitu" e con l'enciclica "Pascendi Dominici gregis"
- 1909 – Due navi da guerra degli Stati Uniti vengono inviate in Nicaragua dopo che 500 rivoluzionari (tra cui due statunitensi), sono stati giustiziati per ordine del dittatore Jose Santos Zelaya
- 1916 – Prima guerra mondiale: finisce la battaglia della Somme – In Francia, il comandante della British Expeditionary Force, Douglas Haig pone fine alla battaglia iniziata il 1º luglio 1916
- 1918 – La Lettonia dichiara l'indipendenza dalla Russia
- 1926 – George Bernard Shaw rifiuta di accettare il premio in denaro del suo Premio Nobel, dicendo, "Posso perdonare Alfred Nobel per aver inventato la dinamite, ma solo un demone con sembianze umane può aver inventato il Premio Nobel"
- 1928 – Esce il cortometraggio animato Steamboat Willie, cartone sonoro diretto da Walt Disney e Ub Iwerks, nel quale appaiono per la terza volta Topolino e Minni
- 1929 – Al largo della costa di Terranova un terremoto sottomarino di magnitudo 7,2 della scala Richter spezza 12 cavi telegrafici transoceanici e innesca uno tsunami che distrugge molte comunità della costa meridionale sulla Penisola di Burin
- 1935 – Guerra d'Etiopia: la Società delle Nazioni attua le sanzioni economiche contro l'Italia per l'aggressione all'Etiopia
- 1938 – I membri dei sindacati eleggono John L. Lewis come primo presidente del Congress of Industrial Organizations
- 1939 – Il transatlantico olandese Simon Bolivar con quattrocento persone a bordo, viene squarciato da una mina al largo della costa orientale inglese. Centoquaranta passeggeri perdono la vita
- 1940 – Seconda guerra mondiale: il capo della Germania nazista Adolf Hitler e il ministro degli Esteri italiano Galeazzo Ciano si incontrano per discutere la disastrosa Invasione della Grecia voluta da Benito Mussolini
- 1941 – Seconda guerra mondiale - Operazione Crusader - inizia la controffensiva inglese in Cirenaica contro le forze dell'Asse
- 1943 – Seconda guerra mondiale: 440 aerei della Royal Air Force bombardano Berlino provocando solo danni lievi e uccidendo 131 persone. La RAF perse nove aerei e 53 aviatori
- 1959 – Anteprima mondiale del film Ben-Hur di William Wyler al Loews Theater di New York
- 1965 – Approvazione della Costituzione dogmatica sulla divina Rivelazione, Dei verbum, da parte del Concilio Ecumenico Vaticano II
- 1970 – Il presidente statunitense Richard Nixon chiede al Congresso degli Stati Uniti un aiuto supplementare di 155 milioni di dollari per il governo della Cambogia (cui 85 per assistenza militare allo scopo di aiutare a prevenire il rovesciamento del governo del premier Lon Nol, da parte dei Khmer rossi e del Vietnam del Nord)
- 1971 – Il gruppo hard rock dei Led Zeppelin pubblica un album senza titolo, spesso chiamato Led Zeppelin IV, nel quale compaiono Rock & Roll, Stairway to Heaven e altri classici
- 1974 – I Genesis pubblicano il doppio album The Lamb Lies Down on Broadway, forse il loro lavoro più ambizioso
- 1978 – Suicidio di massa di Jonestown: a Jonestown (Guyana), Jim Jones guida il Tempio del popolo ad un suicidio di massa; muoiono 913 persone, tra cui 276 bambini
- 1985 – Viene pubblicata la prima striscia a fumetti della fortunata serie di Calvin & Hobbes ideata dal disegnatore statunitense Bill Watterson
- 1987
  - Incendio di King's Cross: a Londra, 31 persone muoiono in un incendio nella più trafficata stazione della metropolitana, a King's Cross
  - Irangate: il Congresso degli Stati Uniti emette il suo rapporto finale sullo scandalo Iran-Contras, dichiarando che il presidente statunitense Ronald Reagan aveva la "responsabilità ultima" per il cattivo comportamento dei suoi aiutanti e la sua amministrazione mostrò "segretezza, inganno, e spregio della legge"
- 1988 – Il presidente statunitense Ronald Reagan firma una legge che prevede la pena di morte per i trafficanti di droga responsabili di omicidio
- 1991 – Rapitori musulmani sciiti in Libano liberano gli inviati della Chiesa anglicana Terry Waite e Thomas Sutherland
- 1991 – La città di Vukovar viene invasa e occupata da forze jugoslave
- 1993 – In Sudafrica 21 partiti politici approvano la nuova costituzione
- 2002 – Crisi del disarmo iracheno: gli ispettori delle Nazioni Unite guidati da Hans Blix arrivano in Iraq
- 2003 – Lutto nazionale in Italia, nel giorno dei funerali di Stato dei 19 italiani morti in un attentato a Nassiriya in Iraq
- 2008 – Viene istituita la Giornata europea degli antibiotici
- 2013 – In Sardegna, ma anche in Calabria e in Salento, si scatena il Ciclone Cleopatra, che causa 18 morti e un disperso.
- 2020 – Si festeggia il gay pride in Antartide per la prima volta. L'evento è stato organizzato dai lavoratori nel campo dello STEM. L'obiettivo era quello di rendere visibile la comunità LGBT nelle scienze.[1]

## Nati
Ci sono circa 1 080 voci su persone nate il 18 novembre; vedi la pagina Nati il 18 novembre per un elenco descrittivo o la categoria Nati il 18 novembre per un indice alfabetico.

## Morti
Ci sono circa 500 voci su persone morte il 18 novembre; vedi la pagina Morti il 18 novembre per un elenco descrittivo o la categoria Morti il 18 novembre per un indice alfabetico.

## Feste e ricorrenze

### Civili
Internazionali:
- Unione europea – Giornata europea degli antibiotici[2]

Nazionali:
- Lettonia – Festa nazionale

### Religiose
Cristianesimo:
- Dedicazione delle Basiliche dei Santi Pietro e Paolo in Roma
- San Barula (o Barulo), fanciullo martire
- San Maudeto di Bretagna, abate
- San Mommolino di Fleury, abate[3]
- San Noè, patriarca
- Sant'Oddone di Cluny, abate
- Sant'Oricolo di Cartagine, martire
- San Patroclo di Colombier, eremita
- San Raimondo Albert, cardinale
- San Romacario di Coutances, vescovo
- San Romano di Antiochia, diacono e martire
- Santa Rose-Philippine Duchesne, monaca
- San Teofredo di Velay, abate
- Beato Giovanni Bernal, mercedario
- Beato Giuseppe Maria Canovas Martínez, sacerdote e martire
- Beato Grimoaldo della Purificazione (Ferdinando Santamaria), passionista
- Beata Karolina Kózka, vergine e martire
- Beati Leonardo Chimura e 4 compagni, martiri giapponesi
- Beata Maria Gabriela Hinojosa e 5 compagne, suore visitandine, martiri in Spagna
- Beati martiri spagnoli lasalliani di Cartegna:
  - Beato Hermenegildo Lorenzo (Modesto Saez Manzanares)
  - Beato Lorenzo Santiago (Emilio Martínez de la Pera y Álava)
  - Beato Luciano Pablo (Germán García García)
  - Beato Ovidio Beltrán (Esteban Anuncibay Letona)
  - Beato Stanislao Víctor (Augusto Cordero Fernández)
- Beato Yoshida Xoum (Giovanni), laico giapponese, martire
- Beato Antonio Rosmini, filosofo e presbitero